# Снови од шперплоче
Снови од шперплоче је српска тв мини-серија произведена 1995. године.
Ово је први играни пројекат у продукцији РТВ Пинк годину дана након оснивања 1994. године.

## Улоге
| Глумац                | Улога               |
| --------------------- | ------------------- |
| Слободан Нинковић     | Бајлаг              |
| Ненад Ненадовић       | Јоца Сируп          |
| Драган Вујић          | Митар Свилени       |
| Снежана Ненадовић     | Сека                |
| Олга Одановић         | Зорица              |
| Жаклина Оштир         | Лола                |
| Душко Радовић         | Телос 1             |
| Саша Путић            | Телос 2             |
| Јово Осмајлић         | Лице са ожиљком     |
| Рада Аџић             | Комшиница           |
| Милан Бојанић         | Петровић            |
| Гордана Тржан         | Миловановићева      |
| Петар Ступар          | Спасић              |
| Ивана Павловић        | Поповићева          |
| Ђорђе Пајовић         | Гавриловић          |
| Дарко Ђукић           | Возач               |
| Пророчица Клеопатра   | Балканска пророчица |
| Дубравка Познић       | Бајлагова ћерка     |
| Срна Ланго            | Девојка са улице    |
| Србољуб Милин         | Поп                 |
| Милован Илић Минимакс | Адвокат             |
| Божидар Стошић        | Књиговођа           |
| Виолета Милићевић     | Крупијерка          |
| Јелица Лончар         | Коцкар              |
| Жика Поповић          | Коцкар              |
| Биљана Гаћеша         | Коцкар              |
| Предраг Ивановић      | Коцкар              |
| Мира Младеновић       | Коцкар              |
| Слободан Ђорђевић     | Крупије             |
| Михајло Тодоровић     | Милиционер          |
| Ненад Јеремић         | Мишко               |
| Никола Стокић         | обезбеђење          |
| Илија Петровић        | обезбеђење          |
| Зоран Боркановић      | мафијаш             |
| Предраг Јовић         | мафијаш             |
| Зоран Јовић           | мафијаш             |
| Младен Јовић          | мафијаш             |
| Мира Младеновић       | баба                |
| Даница Љиљан          | баба                |
| Катарина Драгојевић   | баба                |
| Ђурђица Милошевић     | баба                |
| Мома Сабовљевић       | Господин            |
| Александар Велиновић  | Бегунац             |
| Петар Сабовљевић      | Пензионер           |
| Жика Поповић          | Пензионер           |
| Воја Милутиновић      | Пензионер           |
| Стане Станчев         | Пензионер           |
| Владимир Цветковић    | Пензионер           |
| Вук Росандић          | Младић              |
| Слободан Бићанин      | сељак               |
| Спас Станков          | радник              |
| Зоран Јовановић       | радник              |